# Pablo Tovar
Pablo Tovar Martínez (Murcia, 1968) es psicólogo - coach de alta dirección, conferenciante y autor español.  Especializado en liderazgo y transformación de las organizaciones, es autor de varios libros sobre el tema y asesor en la película documental Leap! (2020). Fue galardonado con el Premio Estudios Financieros en 1995 y 1996, entre otros reconocimientos.

## Desarrollo profesional
Licenciado en Psicología (Universidad Autónoma de Barcelona) y Máster en Dirección de Recursos Humanos (Centro de Estudios Financieros), ha cursado diversos postgrados de gestión empresarial en ESADE (PDD 01), IESE (PDD 04), en la Universidad de San Jose en California, en 1997 con el profesor Federico Varona; y en la Universidad de Harvard, en 2010 con los profesores Robert Kegan y Lisa Lahey.
Su carrera como formador comenzó en la Universidad Autónoma de Barcelona, donde impartió las materias de Métodos de Investigación y Estadística (1994-1996). Ha sido colaborador académico en varias universidades y escuelas de negocios (ESADE, EADA, Universidad Francisco de Vitoria, Universidad de Santiago de Compostela), y del Master de Coaching y PNL en el Institut Gestalt. Su carrera en los recursos humanos empezó en 1991 y le llevó a diversas responsabilidades ejecutivas y directivas en organizaciones y empresas como CEINSA, Boehringer Ingelheim España, Seminis (hoy Bayer) y Layetana Inmobiliaria.
En 2008 comenzó a ejercer como profesional independiente asesorando en desarrollo del liderazgo y grandes transformaciones a empresas multinacionales de banca, laboratorios, telecomunicaciones, consultoría, distribución e infraestructuras. Es cofundador y CEO de AddVenture, y senior fellow de Oxford Leadership. Como conferenciante ha participado en congresos nacionales e internacionales.
Como ensayista y especialista en recursos humanos es autor de varios libros y artículos académicos y coautor en diversos trabajos de investigación sobre el tema. Como Action Inquiry Fellow es un reconocido experto en la teoría del desarrollo de adultos aplicado al liderazgo, siendo discípulo del profesor William R. Torbert. Ha participado como experto coach en la película documental Leap! (2020) que pretende descubrir si el coaching puede ayudar a la gente corriente a conseguir cosas extraordinarias. La película ha sido nominada en 11 festivales de cine y ha logrado 6 premios.

## Reconocimientos
- Premio Expocoaching 2017 al mejor blog sobre coaching y liderazgo.[3]
- Primer Premio “Estudios Financieros” (1996) Modalidad: Recursos Humanos.[15]
- Segundo Premio “Estudios Financieros” (1995) Modalidad: Recursos Humanos.

## Publicaciones

### Libros y capítulos de libro
- Tovar, P. (2017) Coaching para líderes cotidianos Editorial Letras de autor. ISBN 978-8416958030
- Tovar, P. (2016)¿Cuánto quieres cobrar? Editorial Letras de autor. ISBN 978-8416958016
- Osorio, M. et Tovar, P. (1999) Manual de práctica retributiva (2 vols). Editorial CISS. ISBN 978-8482352466
- Tovar, P. Prólogo en Simó, E. et Simó, G. (2017) 8 Estrategias de Mindfulness para Potenciar tu Auto-liderazgo: Un viaje hacia la Maestría Personal. Editorial Autografía.  ISBN 978-8417169305
- Tovar, P. “Coaching Co-activo” en Olivé, V. (2010) Pnl & Coaching: una visión integradora. Editorial Rigden. ISBN 978-8493780869

### Artículos académicos
- Tovar, P. ”La alquimia de la transformación del liderazgo” Observatorio de recursos humanos y relaciones laborales, ISSN 1886-4244, Nº. 124, 2017, págs. 56-59

- Prat, R. et Tovar, P. “Modelo de compensación total. La motivación más allá de la retribución” Capital humano: revista para la integración y desarrollo de los recursos humanos, ISSN 1130-8117, Año nº 12, Nº 118, 1999, págs. 24-40

- Plans, P.N., Prat, R. et Tovar, P. “Retribución de directivos. Más allá del atraer, motivar y retener”. Capital humano: revista para la integración y desarrollo de los recursos humanos, ISSN 1130-8117, Año nº 13, Nº 129, 2000, págs. 22-27

- Osorio, M. et Tovar, P. “Gain sharing: Cómo reforzar el compromiso y estimular el rendimiento de sus empleados” Estudios financieros. Revista de trabajo y seguridad social: Comentarios, casos prácticos : recursos humanos, ISSN 1138-9532, Nº. 200, 1999, págs. 101-142
- Osorio, M. et Tovar, P. “Gain Sharing: cómo generar y estimular la participación y el compromiso de los empleados mediante la política retributiva” Capital humano: revista para la integración y desarrollo de los recursos humanos, ISSN 1130-8117, Año nº 10, Nº 98, 1997, págs. 45-50
- Osorio, M. et Tovar, P.“¿Cuántas Employee Value Proposition tiene en su compañía? Equipos & Talentos: gestión, selección y formación en RR HH, Nº. 55, 2009, pág. 12
- Xart, J.C. et Tovar, P. “Gestión de la comunicación interna: Una experiencia hospitalaria”, Capital humano: revista para la integración y desarrollo de los recursos humanos, ISSN 1130-8117, Año nº 9, Nº 95, 1996, págs. 42-48